# Elisabeth Pähtz
Elisabeth Pähtz (ou Paehtz, Erfurt, 8 de Janeiro de 1985) é uma enxadrista alemã que detém o título de Grande Mestre pela FIDE.

## Carreira
Em 2002, Pähtz tornou-se Campeã Mundial Juvenil na categoria feminina sub-18 e, em 2005, Campeã Mundial Júnior Feminina.
Participou de 12 olimpíadas de xadrez entre 1998 e 2022 conquistando um quarto lugar individual no segundo tabuleiro na edição de 2000.
Em 2017, ela ganhou a medalha de bronze no Campeonato Mundial Feminino de Xadrez Rápido em Riad.
Pähtz venceu o Campeonato Europeu Feminino de xadrez rápido de 2018 e foi vice-campeã no respectivo torneio de xadrez blitz.
Em 2019, ela ganhou a medalha de bronze no Campeonato Europeu Individual Feminino de Xadrez.
Em novembro de 2021, ela terminou em segundo lugar no Torneio Grand Swiss Feminino da FIDE, marcando uma norma de grande mestre. Três normas são necessárias para se tornar uma grande mestre, e Pähtz tem uma norma anterior de 2011 e outra possível norma de 2016. Seu resultado de 2016 foi inicialmente considerado uma norma GM pelo árbitro do torneio e pelo então líder da Comissão de Títulos da FIDE, Werner Stubenvoll. No entanto, após a norma de Pähtz de 2021 e o pedido oficial de um título de GM no início de 2022, Stubenvoll reverteu sua posição, e a Comissão de Títulos recomendou não aceitar seu resultado de 2016 como uma norma, pois ela tinha apenas dois oponentes GM em vez dos três necessários para uma norma. Foi relatado em maio de 2022 que o Conselho da FIDE adiou a decisão sobre se Pähtz receberia o título de grande mestre ou não.  Após uma decisão em dezembro de 2022, Pähtz recebeu o título.